# Дело лицеистов
Де́ло лицеи́стов — сфабрикованное ОГПУ в 1925 году в Ленинграде дело по обвинению группы выпускников Александровского лицея в создании контрреволюционной монархической организации. В ОГПУ дело «№ 194 Б» называли «Контрреволюционной монархической организацией», а также «Делом воспитанников» и «Союзом верных».

## История
По делу лицеистов в ночь на 15 февраля 1925 года арестовано свыше 150 человек, из них большинство выпускники Александровского лицея, но также выпускники Училища правоведения в Санкт-Петербурге (М. Н. Фицтум фон Экстед, А. А. Арнольди, П. Н. Юматов и др.), бывшие офицеры лейб-гвардии Семеновского полка (полковник А. А. Рихтер, полковник А. Н. Гривениц и другие); ещё ряд офицеров (в их числе М. Н. Телешев). Был осуждён 81 человек.
Арестованным были предъявлены обвинения по статьям 61 («Участие в организации или содействие организации, действующей в направлении помощи международной буржуазии») и 66 («Участие в шпионаже всякого рода, выражающееся в передаче, сообщении или собирании сведений, имеющих характер государственной тайны, в особенности военных, иностранным державам или контрреволюционным организациям в контрреволюционных целях или за вознаграждение») Уголовного кодекса РСФСР.
Из числа обвиняемых:
- 27 человек по постановлению Коллегии ОГПУ от 22.6.1925 расстреляны (в том числе последний премьер-министр Российской империи Н. Д. Голицын)
- 25 человек приговорены к различным срокам заключения в лагерь (в их числе А. П. Вейнер, П. П. Вейнер[6], князь Н. Н. Голицын, Н. В. Верховский, А. А. Сиверс[7] и другие)
- 29 человек приговорены к различным срокам ссылки (В. А. Чудовский и др.)
- Бывший директор лицея В. А. Шильдер умер во время следствия, его сын Михаил был расстрелян, а жена Анна Михайловна отправлена в ссылку, в которой скончалась.

Почти все осуждённые по делу лицеистов впоследствии были расстреляны или погибли в лагерях.
Арестованным по делу были предъявлены «неопровержимые доказательства»:
- традиционные ежегодные встречи выпускников в Лицейский день — 19 октября[9][1].
- факт существования кассы взаимопомощи,
- панихиды в церквях Петрограда по погибшим и умершим лицеистам, на которых поминались также и члены императорской семьи. Начиная с 1921 года и до ареста лицеистов эти панихиды проходили ежегодно.

## Отклики современников
Н. Н. Пунин 18 июля 1925 года записал: 

Расстреляны лицеисты. Говорят, 52 человека. <…> О расстреле нет официальных сообщений; в городе, конечно, все об этом знают, по крайней мере, в тех кругах, с которыми мне приходится соприкасаться: в среде служащей интеллигенции. Говорят об этом с ужасом и отвращением, но без удивления и настоящего возмущения. <…> Великое отупение и край усталости— Черных В. А. Летопись жизни и творчества Анны Ахматовой 1889-1966 — см.: Телетова Н. К. «Дело лицеистов» 1925 года // Звезда. 1998. № 6.
Ю. Д. Безсонов в книге «26 тюрем и побег с Соловков» описал встречу со следователем, занимавшимся «делом лицеистов»:
Я, как всегда, от подписи отказался и попросил провести меня к Ланге. <…> Меня ввели к нему в кабинет. По-видимому, он двигался по службе, так как кабинет был теперь более комфортабелен, чем тогда, когда я бывал у него. Весь большой письменный стол был завален бумагами и книгами. На одной из них я прочёл: «История Императорского Александровского Лицея». Как я потом узнал, он вёл дело лицеистов, из коих пятьдесят человек было расстреляно и много сослано на Соловки и в другие места. 